# Greatest Hits II
Greatest Hits II – kompilacja studyjnych nagrań brytyjskiej grupy Queen, wydana w październiku 1991. Zawiera największe przeboje zespołu od 1982 do 1991. Album był później dostępny również jako część wydawnictw: Greatest Hits Vols I & II, i The Platinum Collection: Greatest Hits I, II & III. Łączna sprzedaż albumu wyniosła na świecie ok. 20 mln sztuk. Jest to ostatni album Queen wydany przed śmiercią Mercury'ego.

## Lista utworów
1. „A Kind of Magic” (Roger Taylor)
2. „Under Pressure” (Queen, David Bowie)
3. „Radio Ga Ga” (Taylor)
4. „I Want It All” (Queen) – wersja z singla
5. „I Want to Break Free” (John Deacon) – wersja z singla
6. „Innuendo” (Queen)
7. „It’s a Hard Life” (Mercury)
8. „Breakthru” (Queen)
9. „Who Wants to Live Forever” (Brian May)
10. „Headlong” (Queen)
11. „The Miracle” (Queen)
12. „I’m Going Slightly Mad” (Queen)
13. „The Invisible Man” (Queen)
14. „Hammer to Fall” (May) – wersja z singla
15. „Friends Will Be Friends” (Deacon, Mercury)
16. „The Show Must Go On” (Queen)
17. „One Vision” (Queen) – wersja z singla

## Sukcesy
- Album miał wysoką sprzedaż między 1991 a 1992 w Europie. Był numerem jeden w Wielkiej Brytanii przez 5 tygodni, a przez zaledwie 8 tygodni pod koniec roku był trzecim najlepiej sprzedającym się albumem (ponad 1 200 000 kopii). Spędził 108 tygodni w notowaniach (ostatni raz w 2000), i był dwunastym najlepiej sprzedającym się albumem lat 90. w Anglii (3 600 000 kopii).

- W Holandii był numerem jeden przez 13 tygodni, osiągnął sprzedaż 600 000 egzemplarzy, był 97 tygodni na listach.

- W Szwajcarii był numerem jeden przez 11 tygodni, oraz 53 tygodnie w notowaniach. W trzecim tygodniu 1992 roku Queen miało tam trzy albumy w pierwszej dziesiątce: Greatest Hits, Greatest Hits II i Innuendo.

- W Austrii przez trzy tygodnie był numerem jeden, 47 tygodni na listach. W 1997 uzyskał status poczwórnej platynowej płyty (ponad 200.000 kopii).

- W Niemczech zajął numer 2, lecz utrzymywał się na tej pozycji przez 12 tygodni. Sprzedaż osiągnęła ponad 2 miliony egzemplarzy. Na listach utrzymał się 117 tygodni.

- W Finlandii był numerem jeden, oraz najlepiej sprzedającym się zagranicznym albumem wszech czasów, z list zniknął w 2003. Sprzedano ponad 150 000 kopii.

- We Włoszech był numerem jeden między 1991 a 1992, do dziś sprzedano ponad milion egzemplarzy.

- Był też numerem jeden w Hiszpanii przez 8 tygodni, sprzedano tam 606 600 płyt CD do 2004.

- We Francji sprzedano ponad milion sztuk, w Argentynie około miliona, a w Brazylii 500 000

- W Szwecji był to najlepiej sprzedający się album 1992 roku.

- Według wielu źródeł[potrzebny przypis] był to najlepiej sprzedający się zagraniczny album na Węgrzech. Zajął także pierwsze miejsce na liście Top 40 album- és válogatáslemez-lista[2].
- W Polsce kompilacja uzyskała status złotej płyty[3].